# Il cavaliere dell'intelletto
Il cavaliere dell'intelletto è la terza opera lirica composta da Franco Battiato. 

## Rappresentazioni
Realizzata su commissione della Regione Siciliana, in occasione dell'ottavo centenario della nascita dell'imperatore Federico II, su libretto del filosofo Manlio Sgalambro, è andata in scena in prima nazionale il 20 settembre del 1994 nella suggestiva cornice della Cattedrale di Palermo. 
Il successivo 7 ottobre ha la prima scenica nel Teatro Giovanni Battista Pergolesi di Jesi.
L'opera è stata poi rappresentata, tra l'altro, nel Teatro Rendano di Cosenza, nel Teatro comunale di Modena, nel Teatro municipale di Piacenza, nel Teatro Regio di Parma e nella Corte Malatestiana di Fano.

## Organico
L'opera è stata composta per quattro attori, soli (un soprano, un basso e una voce non lirica), coro e orchestra con l'utilizzo di sonorità elettroniche.
Attore protagonista, nei panni di Federico II, è stato Alessandro Vantini. Insieme a lui, in scena anche Tania Rocchetta (che interpreta Costanza d'Aragona e Isabella di Brienne, le due mogli di Federico II), Giancarlo Ilari (nella parte di Michele Scoto, filosofo occidentale) e Toni Servillo (nella parte di Ibn Sab'in, filosofo orientale).
Le coreografie furono affidate a Raffaella Rossellini.
Ad eseguire le musiche l'Orchestra sinfonica di Palermo diretta da Marco Boni e il coro diretto da Filippo Maria Bressan unitamente ai solisti Cristina Barbieri, Stefano Rinaldi e allo stesso Battiato.

## Contenuto
L'opera non segue una vera e propria narrazione, né racconta didascalicamente la storia del sovrano, ma si sviluppa per quadri successivi. Rispetto alle opere precedenti di Battiato è più marcato l'utilizzo della parola recitata. Come dichiara lo stesso Battiato a Francesco Giambrone de Il giornale della musica: "Ci sono recitativi puri, recitativi con sotto musica d'accompagnamento e poi vere e proprie arie liriche".
Da un punto di vista musicale l'opera presenta suoni elettronici che si sposano con l'orchestrazione classica, mischia in un dosaggio molto elaborato arie cantate, recitativi, balletti, cori, canti gregoriani, silenzi, nenie arabe in un intreccio di linguaggi sempre godibile e spesso felice, e sembra che abbia per obiettivo finale il silenzio, la sospensione temporale con contaminazioni tra i suoni acustici dell'orchestra, quelli elettronici delle tastiere, i campionamenti e i rumori che appaiono straordinariamente riuscite, senza asprezze di alcun genere.
Il cavaliere dell'intelletto è strutturato con un prologo (intitolato Teoria della Sicilia, l'unico brano dell'opera ad essere stato pubblicato ufficialmente nel sesto CD della versione super deluxe edition della compilation con inediti Anthology - Le nostre anime, in questa occasione il recitato è stato affidato a Manlio Sgalambro) seguito da due atti.
Nel primo si distinguono i brani Christus vincit, Volò con le ali della durabilità, Il buffone, Algeri, Aria di Isabella, Lettera di Federico Scoto, Aria di Costanza e la conclusiva Oi lasso.
Il secondo atto si apre con Ragioni metafisiche e prosegue con Serénade sicilienne, Il falcone, Lamento, Aria di Federico per chiudersi con Florebat olim.

## Pubblicazioni
Quest'opera non è mai stata pubblicata discograficamente, ma la Casa Musicale Sonzogno ne ha pubblicato lo spartito. 
Secondo quanto dichiarato in una intervista del 2021 da Filippo Destrieri, l'intera opera sarebbe però stata registrata a suo tempo in uno studio professionale a Roma.